# Gazomètres de Bromley-by-Bow
 (mai 2025).
Les gazomètres de Bromley-by-Bow sont un groupe de sept gazomètres victoriens en fonte situés à West Ham, dans le borough londonien de Newham. Ils portent le nom du quartier voisin de Bromley-by-Bow, dans le borough londonien de Tower Hamlets.
Construit entre 1872 et 1878 pour stocker le gaz de l'usine à gaz voisine de Bromley, le site a cessé de stocker du gaz en 2010 et est actuellement une friche industrielle. Ils constituent le plus grand groupe de gazomètres victoriens en Grande-Bretagne, la Victorian Society les qualifiant de « véritable symbole de la révolution industrielle ».

## Histoire
Historiquement, le site était un marais sur la rivière Lea dans la paroisse de West Ham. Au début des années 1800, William Congreve a construit une usine pour ses fusées Congreve sur un site de 14 acres'.

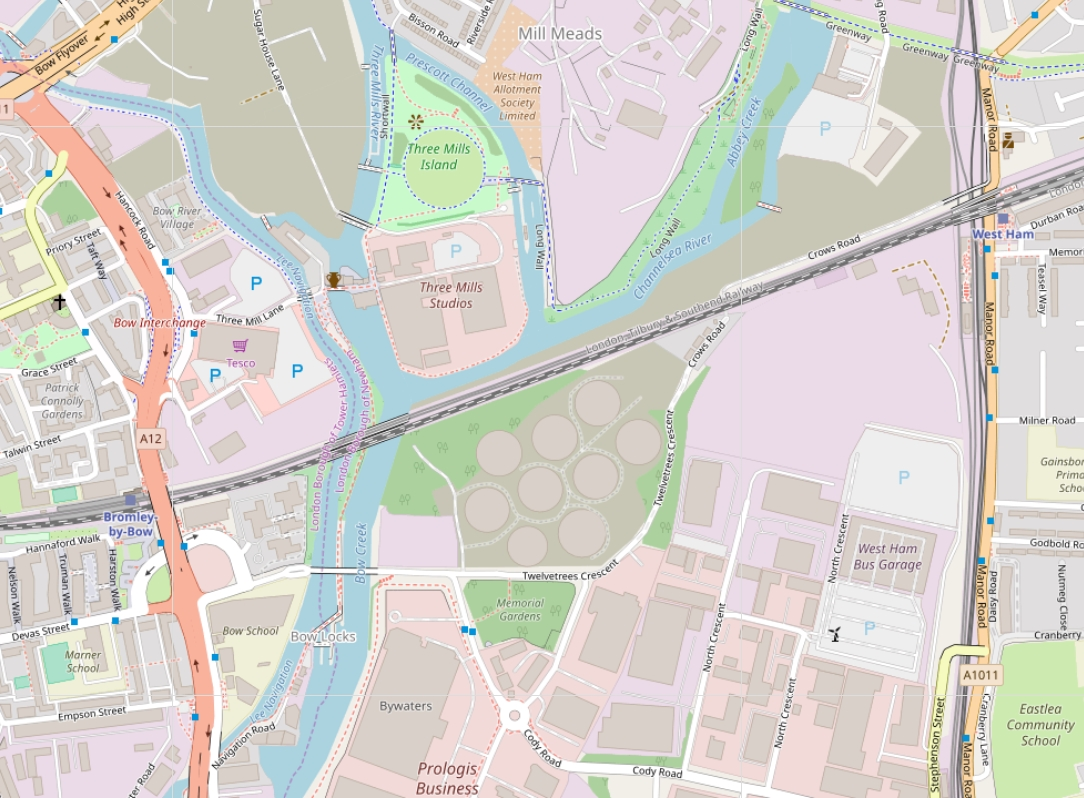
Localisation des gazomètres

En 1870, l'Imperial Gas Light and Coke Company a commencé à travailler à la construction de sa plus grande usine à gaz près de Bromley, pour concurrencer l'usine à gaz de Beckton de son principal concurrent, la Gas Light and Coke Company. Les travaux s'étendraient sur 170 acres et remplaceraient l'usine de fusées. Avant l'achèvement de l'usine à gaz de Bromley, l'Imperial fut absorbée par la Gas Light and Coke Company (GLCC).
Pour stocker le gaz produit à l'usine à gaz, neuf gazomètres ont été construits au nord de l'usine entre 1872 et 1878, conçus par les ingénieurs Joseph Kirkham, Thomas Clark et Vitruvius Wyatt. Le gaz était livré aux usines, aux maisons et aux entreprises voisines à partir de 1873 et était à l'origine utilisé pour l'éclairage au gaz. Au fil du temps, le gaz a également été utilisé pour le chauffage et la cuisine'.
Pendant la Seconde Guerre mondiale, le site fut bombardé en 1940, endommageant plusieurs gazomètres. Le gazomètre numéro 5 a été retiré par la suite, ainsi que le cadre du gazomètre numéro 3, laissant un lac circulaire. En 1949, le GLCC fut nationalisé, le site devenant la propriété du North Thames Gas Board'.
Après la découverte de gaz naturel en mer du Nord en 1965, des usines à gaz ont fermé dans tout le Royaume-Uni, notamment celle de Bromley en 1976'. Les gazomètres sont restés, utilisés pour stocker le gaz sous compression avant utilisation. L'usine à gaz de Bromley, située au sud des gazomètres, a ensuite été réaménagée en parc industriel dans la seconde moitié du XXe siècle.

### Protection du patrimoine

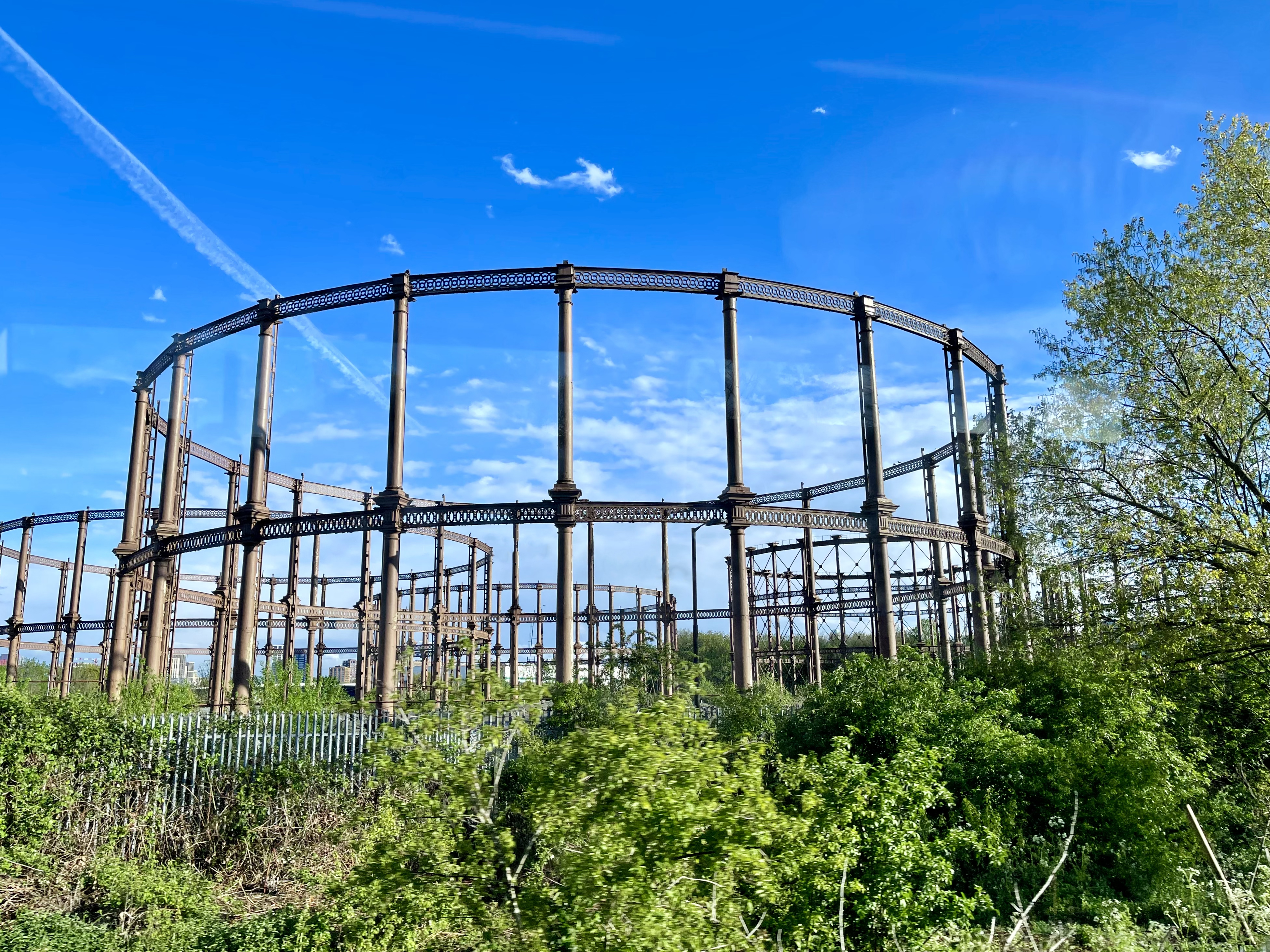
Les gazomètres vus depuis la ligne Londres, Tilbury et Southend

En 1984, les gazomètres ont été collectivement classés monument de Grade II. Cette protection du patrimoine a été renforcée en 2021, chaque gazomètre étant répertorié individuellement, ainsi que l'ensemble du groupe.
Historic England note qu'ils sont « parmi les gazomètres les plus distingués et les plus finement détaillés jamais construits », avec des colonnes doriques et corinthiennes, des ferronneries décoratives, et qu'ils suivent les règles architecturales classiques. Ils notent également que les gazomètres constituent un « groupe architectural unique », puisqu'il s'agit du plus grand groupe de gazomètres victoriens au Royaume-Uni.
À proximité des gazomètres, le pont Twelvetrees Crescent, la statue de Sir Corbett Woodall (ancien gouverneur du GLCC) et les monuments commémoratifs de guerre de la Gas Light and Coke Company sont également classés'.

### Avenir
En 2010, l’utilisation du site pour stocker du gaz a pris fin. Diverses propositions de réutilisation du site ont été suggérées, notamment sa conversion en parc urbain pour le tourisme industriel' ou en zoo utilisant les structures du gazomètre'. Il n'y a pas d'accès public au site, cependant les gazomètres sont visibles de loin.
En 2018, ils ont été nommés parmi les dix bâtiments les plus menacés des époques victorienne et édouardienne dans une enquête publiée par la Victorian Society'. La Société victorienne a milité pour une meilleure préservation des gazomètres, soulignant que « de par leur taille et leur structure mêmes, ils ne peuvent que devenir des monuments. [Ils] sont des structures singulièrement spectaculaires malgré leur vide. » 
Au début des années 2020, Berkeley Homes (sous sa marque St William, spécialisée dans la régénération des friches industrielles ) a proposé de réaménager le site'. Cela s'est déjà produit dans d'autres projets de développement à Londres, comme les Gazomètres Oval. À l'automne 2023, une demande de planification pour le site a été soumise au conseil de Newham. Saint William a estimé le coût de la restauration des gazomètres à environ 80 millions de livres sterling. En juillet 2024, le conseil de Newham a accordé un permis de construire pour 2 200 nouveaux logements sur le site, les sept gazomètres restants devant être conservés.